# 가석현
가석현(賈碩鉉, 1989년 6월 20일~)는 대한민국의 교육학자이다. 국립 타이완 사범대학 이과대학 과학교육대학원 객원조교수로 재직하고 있다.

## 학력
- 2009년, 언남고등학교 졸업
- 2015년, 서울대학교 사범대학 지구과학교육과, 물리교육과 학사 졸업
- 2017년, 서울대학교 사범대학 과학교육과 석사 졸업
- 2021년, 서울대학교 사범대학 과학교육과 박사 졸업
- 2021년, 한국방송통신대학교 컴퓨터과학과 학사 졸업

## 주요 경력

### 교육 및 연구
- 2024년 8월 ~ 현재, 국립 타이완 사범대학 이과대학 과학교육대학원 객원조교수
- 2021년 12월 ~ 2024년 7월, 국립 타이완 사범대학 과학교육센터 객원조교수

## 생애 및 업적
1989년 서울시에서 태어났다. 서울대학교 사범대학에서 지구과학교육과와 물리교육과를 복수전공으로 학사 과정을 마쳤으며, 같은 대학원에서 과학교육 전공으로 석사 및 박사 학위를 취득했다. 또한 한국방송통신대학교에서 컴퓨터과학과 학사 학위를 취득했다.
박사 학위 논문에서는 사물 인터넷을 활용한 실천지향 과학교육 프로그램을 개발하고 적용하는 연구를 수행했다. 졸업 후 국립 타이완 사범대학에서 객원조교수로 재직하며 과학교육 연구를 계속하고 있다.

### 연구 분야
주요 연구 분야는 다음과 같다:
- 피지컬 컴퓨팅과 사물 인터넷을 이용한 과학 탐구
- 더 나은 사회를 위한 실천 지향 과학교육
- 과학 교육 데이터 분석
- 관측 기반 천문 교육

## 주요 저서
- 최승언, 권지연, 하윤희, 곽제연, 김종욱, 김용진, 윤병일, 조은진, 최윤성, & 가석현. (2018). 《참탐구를 위한 천체 관측 활동》. 교육과학사.
- 최승언, 양슬기, 박신희, & 가석현. (2018). 《모델링 학습과 함께하는 천문 활동》. 교육과학사.

## 주요 논문
- Ga, S.-H., Park, C., Cha, H.-J., & Kim, C.-J. (2024). Science Teachers' Technical Difficulties in Using Physical Computing and the Internet of Things Into School Science Inquiry. IEEE Transactions on Learning Technologies, 17, 1849-1858.
- Ga, S.-H., Cha, H.-J., & Yoon, H.-G. (2024). Pre-service Elementary Teachers' Technological Pedagogical and Content Knowledge in Lesson Planning and Post-lesson Reflection Discourses on Science Classes Using Virtual and Augmented Reality Content. Journal of Science Education and Technology.
- Ga, S.-H., & Chang, C.-Y. (2024). Developing Affordable and Research-Grade Measurement Devices with Arduino for School Science: A Guide for Non-Coders. Journal of Chemical Education, 102(1), 404-409.